# Lédat
Lédat – miejscowość i gmina we Francji, w regionie Nowa Akwitania, w departamencie Lot i Garonna. W 2013 roku populacja gminy wynosiła 1366 mieszkańców. Przez teren gminy przepływa rzeka Lot. 